# Kubrick by Kubrick
Kubrick by Kubrick (bra: Kubrick por Kubrick) é um documentário de 2020 dirigido por Gregory Monro sobre o cineasta Stanley Kubrick. O filme foi produzido por Martin Laurent e Jeremy Zelnik através da Temps noir, Telemark e canal Arte. Estreou em 12 de maio de 2020.

## Elenco
- Stanley Kubrick
- Malcolm McDowell
- Jack Nicholson
- Shelley Duvall
- Sterling Hayden
- Arthur C. Clarke
- Vincent D'Onofrio
- Marisa Berenson
- Nicole Kidman
- Tom Cruise

## Recepção
Owen Gleiberman, escrevendo para a Variety, disse "Tudo em um filme de Kubrick é entregue a você; cada aspecto dele é visualmente, logicamente, espacialmente, metafisicamente construído . No entanto, em cada caso, o que essa estrutura requintada contém, em sua própria concretude, é um mistério. Kubrick controlava cada dimensão de seus filmes. Exceto o que eles significavam".
Sheri Linden do The Hollywood Reporter escreveu: "Olhando os métodos de Kubrick, a loucura e a inteligência ardente, Kubrick by Kubrick é fluente e perspicaz". Eric Kohn do IndieWire disse" Kubrick by Kubrick permanece na ingenuidade incansável no coração do trabalho do cineasta - um desejo palpável de encontrar novas possibilidades de narrativa a cada vez".

## Prêmios e indicações
| Ano  | Prêmio             | Categoria                 | Indicado           | Resultado |
| ---- | ------------------ | ------------------------- | ------------------ | --------- |
| 2021 | Emmy Internacional | Melhor Programa Artístico | Kubrick by Kubrick | Venceu    |